# Концессия
Конце́ссия (от лат. concessio «разрешение, уступка») — вид договора о создании или реконструкции за счёт средств инвестора (или — совместно с концеде́нтом) объектов (как правило) недвижимого имущества, находящихся в государственной собственности, в результате чего инвестор получает возможность эксплуатировать объект на возмездной основе, собирая доход в свою пользу.
Конце́ссия, концессио́нное соглашение — форма государственно-частного партнёрства, вовлечение частного сектора в эффективное управление государственной собственностью или в оказание услуг, обычно оказываемых государством, на взаимовыгодных условиях.

## Понятие
Роль концессий в мировой экономике возрастает. Если на протяжении XX века концессии находили применение преимущественно в недропользовании, то в 1990-е годы в концессию стали передаваться многочисленные иные объекты государственной собственности.
Объектами концессионного соглашения в первую очередь являются социально значимые объекты, которые не могут быть приватизированы, такие как аэродромы, железные дороги, порты, объекты ЖКХ и другие инфраструктурные сооружения, а также системы общественного транспорта, объекты здравоохранения, образования, культуры и спорта.
Не следует путать концессионное соглашение с договором коммерческой концессии, предусмотренным ст. 1027 Гражданского кодекса РФ.

## История
Концессию можно рассмотреть как форму договора государственно-частного партнерства. При таком подходе её можно поставить в один ряд с «кормлением», сформировавшимся в XII веке и существовавшим вплоть до реформ Петра I и «откупом», который представлял собой передачу государством права сбора частным лицам (откупщикам) налогов и других государственных доходов за определённую плату.

### Кормление
Кормление — вид пожалования великих и удельных князей своим должностным лицам, по которому княжеская администрация содержалась за счёт местного населения в течение периода службы.
Первоначально кормление носило эпизодический характер. В соответствии с нормами Русской правды, сборщики штрафа (виры), строители городов и некоторые другие категории получали с населения определённое натуральное довольствие. В XII—XIV веках кормление сыграло значительную роль в складывании системы местного управления. Князья посылали в города и волости бояр в качестве наместников и волостелей, а других служилых людей —тиунами. Население обязывалось содержать их («кормить») в течение всего периода службы. Наибольшего развития система кормлений достигла в XIV—XV веках.

### Откуп
Откуп — передача государством за определённую плату на определённых условиях права взимать налоги и другие государственные доходы. Система откупов — по существу прообраз концессий, форма договора государства с предпринимателями.
Изначально откуп применялся в условиях натурального хозяйства, неразвитости кредита, финансовых затруднений государства, слабости коммуникаций. Впервые откупы получили распространение в Древнем Иране (VI век до н. э.), в Древней Греции и Древнем Риме (IV век до н. э.).
В средние века откупы стали одним из важных источников первоначального накопления капитала.

## Типы концессионных соглашений
В международной практике выделяются следующие типы концессионных соглашений:
- BOT (Build — Operate — Transfer) — «Строительство — управление — передача». Концессионер осуществляет строительство и эксплуатацию (в основном — на праве собственности) в течение установленного срока, после чего объект передаётся государству;
- BTO (Build — Transfer — Operate) — «Строительство — передача — управление». Концессионер строит объект, который передаётся государству (концеденту) в собственность сразу после завершения строительства, после чего он передаётся в эксплуатацию концессионера;
- ВОО (Build — Own — Operate) — «Строительство — владение — управление». Концессионер строит объект и осуществляет последующую эксплуатацию, владея им на праве собственности, срок действия которого не ограничивается;
- ВООТ (Build — Own — Operate — Transfer) — «Строительство — владение — управление — передача» — владение и пользование построенным объектом на праве частной собственности осуществляется в течение определённого срока, по истечении которого объект переходит в собственность государства;
- BBO (Buy — Build — Operate) — «Покупка — строительство — управление» — форма продажи, которая включает восстановление или расширение существующего объекта. Государство продаёт объект частному сектору, который делает необходимые усовершенствования для эффективного управления.

## Концессионные соглашения в России

### История

#### Новая экономическая политика (1920-е годы)
В эпоху НЭПа концессии получили распространение в РСФСР. В апреле 1921 года в речи «О концессиях и о развитии капитализма» В. И. Ленин заявил:

Не опасно ли приглашать капиталистов, не значит ли это развивать капитализм? Да, это значит развивать капитализм, но это не опасно, ибо власть остаётся в руках рабочих и крестьян, а собственность помещиков и капиталистов не восстанавливается. Концессия есть своего рода арендный договор. Капиталист становится арендатором части государственной собственности, по договору, на определённый срок, но не становится собственником. Собственность остаётся за государством.

Перед Гаагской конференцией 1922 года Л. Б. Красин предложил вернуть иностранцам, бывшим владельцам предприятий, до 90 % национализированной собственности, но только в форме долгосрочных концессий. Многие иностранные концессионеры согласились, но идея встретила сильное сопротивление внутри страны.
В 1922—1927 гг. в страну поступило более 2000 концессионных предложений, из них было реализовано почти 10 %.
Максимальное число действующих иностранных концессий в СССР — 103 — было в 1926 году.

#### Послераспада СССР
Первое в России муниципальное концессионное соглашение было заключено в 2016 году между городским поселением Наро-Фоминск Наро-Фоминского муниципального района Московской области и компанией-инвестором ООО «Наро-Фоминская платная дорога».
В соответствии с условиям соглашения концессионер обязался спроектировать и построить к 2019 году в Наро-Фоминске новую автомобильную дорогу с современным мостом и путепроводом без привлечения бюджетных средств, полностью за счёт частного капитала. Предполагалось, что объём инвестиций в проектирование, строительство и эксплуатацию дороги длиной 2,6 км, пролегающей от Кубинского шоссе до автодороги «Наро-Фоминск — Васильчиново», составит более 1 млрд рублей.

### Законодательное регулирование
В соответствии с законом 2005 года «О концессионных соглашениях», по концессионному соглашению одна сторона (концессионер) обязуется за свой счёт создать и (или) реконструировать определённое этим соглашением недвижимое имущество, право собственности на которое принадлежит или будет принадлежать другой стороне (концеденту), и осуществлять деятельность с использованием объекта концессионного соглашения. В свою очередь, концедент обязуется предоставить концессионеру права владения и пользования объектом соглашения на срок, установленный этим соглашением.
Концедентом выступает Российская Федерация, либо субъект федерации, либо муниципальное образование. Концессионер — индивидуальный предприниматель либо юридическое лицо, — вкладывая средства в проект по концессионному договору, получает объект договора после ввода в эксплуатацию и регистрации на него прав в качестве недвижимого имущества в управление (эксплуатацию на платной основе с целью возмещения инвестиций). Доход от эксплуатации объекта соглашения, в зависимости от договоренности сторон, получает либо концессионер, либо концедент. В первом случае инвестиции инвестора окупаются за счет эксплуатации объекта на платной основе, во втором — за счет платы концедента (бюджетных субсидий).
Таким образом, из перечисленных типов концессионных соглашений закон «О концессионных соглашениях» предусматривает только первый тип — BOT («Строительство — управление — передача»). Фактически используется второй тип — BTO («Строительство- передача — управление»).
Ст. 10 закона устанавливает существенные условия договора: обязательства концессионера по созданию (реконструкции) объекта; обязательства по использованию объекта; срок соглашения; цели использования объекта и иные.
Согласно ч. 3 ст. 21 закона «О концессионных соглашениях» с 1 января 2014 года информация о проведении открытых конкурсов на право заключения концессионных соглашений подлежит размещению на официальном сайте для размещения информации о проведении торгов — www.torgi.gov.ru.